# Балка Зелена
Балка Зелена — заповідне урочище.
Розташована в Краматорському районі Донецької області біля села Новопригоже (іноді називають також Пригоже). Статус заповідного урочища присвоєно рішенням обласної ради № XXII/14-38 від 30 вересня 1997 року. Площа — 44 га. Територія урочища — різнотравно-типчаково-ковиловий степ. Виростає 4 види рослин, занесених до Червоної книги України і 1 вид із Європейського Червоного списку.